# Socialregister
Kommunen har ett socialregister, där uppgifter som ligger till grund för beslut registreras i en personakt. Den som är berörd har rätt att ta del av vad som skrivs i personakten. Allt som dokumenteras i socialregistret betraktas som "känsliga uppgifter" och är starkt sekretessbelagt. Inga personliga uppgifter om den enskildes förhållanden lämnas ut om det inte anges i lag. Alla uppgifter i socialregistret gallras ut och förstörs, enligt lagstiftning, fem år efter sista anteckning i ärendet. Vissa regler om bevarande av dokument finns i lagstiftningen, dessa rör adoption och familjehemsplaceringar, samt ärenden som bevaras med hänvisning till forskningsändamål.